# コンパクト (化粧品)

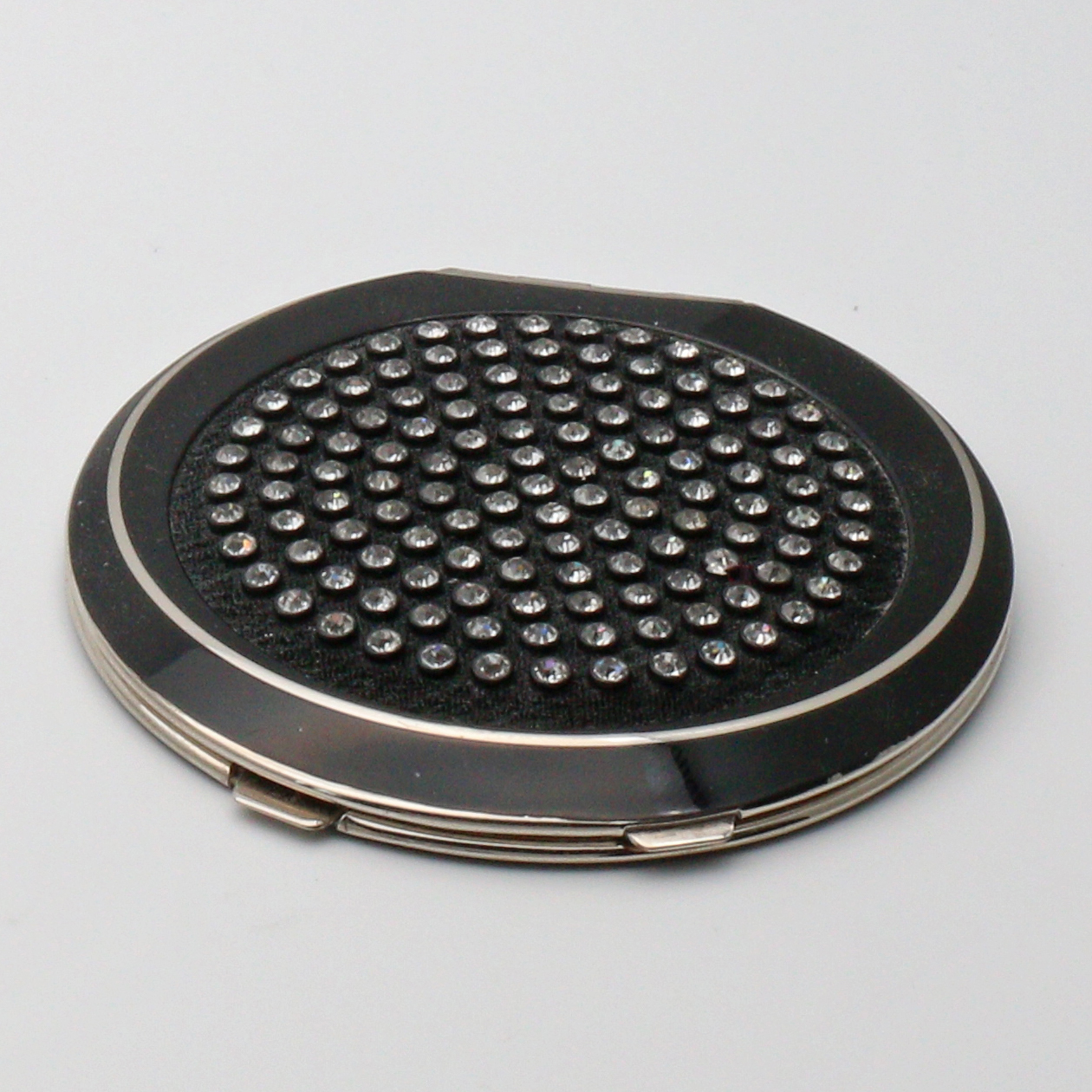
コンパクトの例

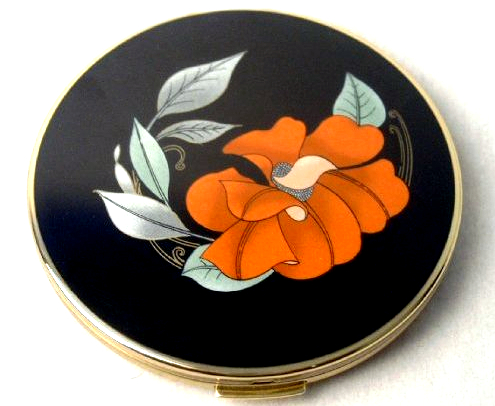
ストラットン製のコンパクト（1960年製）

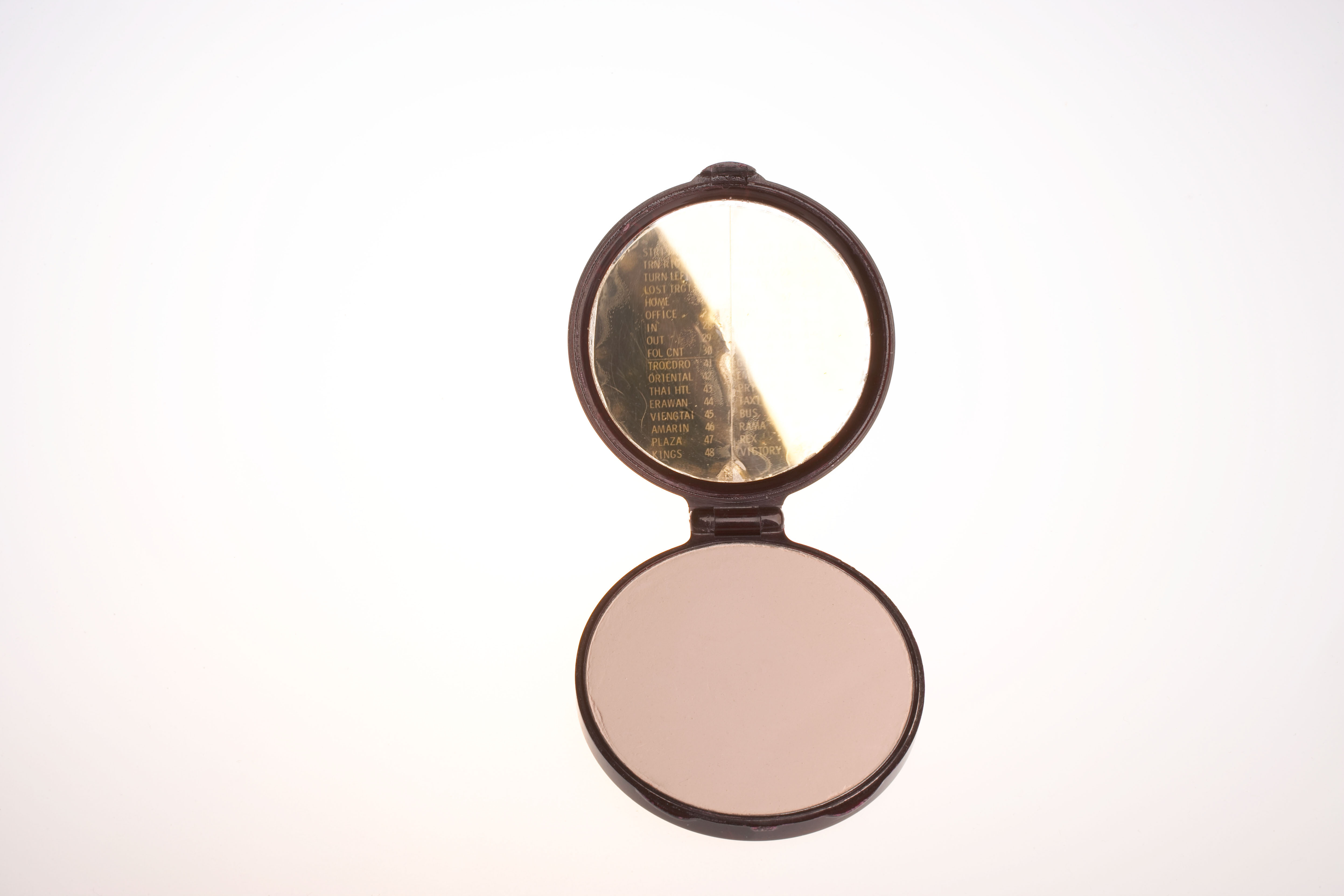
CIAのエージェント用に改められたコンパクト

コンパクト（英: Compact、パウダーケースやフラップジャックなどとも）は、化粧品の一つ。掌サイズで、金属製のケースの中に手鏡、フェイスパウダー、パウダーパフなどが入っていることが多い。

## 歴史
最初のコンパクトは1900年初期に見られた。当時は化粧そのものが社会的に受容されておらず、初期のコンパクトは杖、宝飾品や婦人帽子の留め針などに隠されていることが多かった。
1896年、アメリカ合衆国の手提げバッグメーカーのWhiting and Davisは、頬紅や櫛などを入れられる、蓋付きの仕切りを含んだカバンを作成。1908年には、シアーズのカタログに、手鏡とパウダーパフが入った金属製のケースの記載が見られ、ハンドバッグに入れられるほど小さいと謳われていた。
アメリカ合衆国では、Evans and Elgin Americanなどの会社が、長い鎖をつけたコンパクトを生産した。それらはハンドバッグに入れるよりかは飾りのために作られていたため、凝ったデザインが特徴的であった。この時代からのコンパクトの多くは、アール・デコの例とされている。
化粧が一般に普及し、女性の家の外での活動が増えていくと、コンパクトの需要は増えた。イギリスの化粧品生産会社であるストラットンは、1923年からアメリカから未完成のコンパクトを輸入しバーミンガムの工場で組み立てを行い、1930年にはイギリスで使われている半分以上のコンパクトを一から生産していた。1948年、ストラットンは自動的に開く内蓋を開発、パウダーを守り、爪への損傷を防いだ。1960年には、同社は世界中にコンパクトを輸出していた。

### デザインとバリエーション
コンパクトはその時に流行していたファッションに大きく影響されてきた。例えば、車が普及していく最中の1920年代には、コンパクトは遮光板、ハンドルやギアの中に組み込まれていた。ヴァンクリーフ&アーペル、ティファニーやカルティエなどの宝飾ブランドは、掌ほどの化粧品などを入れるカバンのミノディエールを生産し始めた。
1930年には、コンパクトはその時の流行などに合わせるため定期的に更新されており、一時には鏡を拭くための小さなワイパーが付いた製品もあった。その後、コンパクトは人気な土産となり、1933年のシカゴ万博や1939年のニューヨーク万博でも、お土産品として含まれていた。

## 減少
コンパクトは1960年代まで広く普及していたものの、パウダーが切れたときに捨てられることを想定したプラスチック容器の登場で人気は右肩下がりとなった。プラスチック容器は1950年代から広く宣伝されていた。化粧のトレンドが、蒼白な顔から自然な顔へ変わったことが、コンパクトの人気減少に加速をもたらしたともいわれている。